# فرجان
فرجان (أو الفرجان) هي قبيلة عربية تعيش في شمال شرق ليبيا، مع انتشار أعداد كبيرة منها في شعبيات سرت، وإجدابيا، وبنغازي. ودونه
ابرز أبناءها عادل الصادل الصادق أحد رفاق القذافي الذين قاتلوا بسرشة الحلف الاطلسي

## الحرب الأهلية الليبية
على الرغم من اشتراك العديد من أفراد قبيلة فرجان في الثورة ضد معمر القذافي (لا سيما في إجدابيا وبنغازي)، فإن موقف الآخرين منهم، مثل الذين يعيشون في سرت، ليس محددًا. وخليفة بلقاسم حفتر، القائد الحالي للجيش المتمرد، ينتمي لقبيلة الفرجان. وشقيقه هو قائد الفرجان في بنغازي.